# Тартус (район)
Тартус (араб. منطقة طرطوس‎‎) — район (мінтака) у Сирії, входить до складу провінції Тартус. Адміністративний центр — м. Тартус.
Адміністративно поділяється на 7 нохій:
- Тартус-Центр
- Арвад
- Хамедія
- Хірбет-аль-Мааза
- Ас-Сауда
- Керіма
- Сафсафа

| Сирія | Це незавершена стаття з географії Сирії. Ви можете допомогти проєкту, виправивши або дописавши її. |